# Nothofagus nitida
Nothofagus nitida (Phil.) Krasser – gatunek rośliny z rodziny bukanowatych (Nothofagaceae). Występuje naturalnie w środkowej części Chile. 

## Morfologia
PokrójZimozielone drzewo dorastające do 25–30 m wysokości.
LiścieBlaszka liściowa ma trójkątny kształt. Mierzy 1–2 cm długości oraz 1 cm szerokości, jest ząbkowana na brzegu, ma klinową nasadę i ostry wierzchołek. Ogonek liściowy jest nagi i ma 2–3 mm długości.
OwoceOrzechy osadzone po 3 w kupulach, dorastają do 2–4 mm długości. Kupule powstają ze zrośnięcia czterech liści przykwiatowych.

## Biologia i ekologia
Rośnie w lasach zrzucających liście. Występuje na wysokości do 1000 m n.p.m.